# Portia (Arkansas)
Portia – miasto w Stanach Zjednoczonych, w stanie Arkansas, w hrabstwie Lawrence.